# Plaza de almas
Plaza de Almas, és una pel·lícula argentina dramàtica de 1997 coescrita i dirigida per Fernando Díaz i protagonitzada per Olga Zubarry, Norman Briski, Alejandro Gance i Vera Fogwill.

## Repartiment
- Olga Zubarry: Abuela
- Norman Briski: Abuelo
- Alejandro Gance: Marcelo
- Vera Fogwill: Laura
- Villanueva Cosse: Director de Teatro
- Roberto Carnaghi: Productor de Teatro
- Guadalupe Martínez Uría: Modelo
- Roly Serrano: Conductor TV
- María Laura Cali: Paula
- Thelma Biral: Madre de Marcelo
- Maximiliano Ghione: Asistente de Producción
- Gabriel Clausi: Malerba
- Alberto Rigó: Bermúdez
- Gabriel Espinosa: Mimo
- Teresa Murtas: Doctora
- Liliana Alanis: Asistente Doctora
- Germán de Souza: Faquir
- María Bordesio: Mujer Faquir
- Jacqueline Kruger: Guía Trusitica
- Alberto "Pipi" Piñeiro: Dueño Trencito
- Andrea Jaet: Artesana Mates
- Mariano Fabricante: Animador Trencito
- Hernán Valente: Cantante de Cadena Perpetua
- Eduardo Graziadei: Bajista de Cadena Perpetua
- Damián Biscotti: Baterista de Cadena Perpetua
- Zulema Goitea: Panelista 1
- Elizabeth Ríos: Panelista 2
- Gabriel Galíndez: Actor Teatro
- Hugo Barrero: Padre Actor Teatro
- Tilde Barrero: Madre Actor Teatro
- Marcela Paloche: Estatua Viviente
- Franco del Neri: Marcelo Niño

## Distribució
La pel·lícula es va presentar per primera vegada al Festival Internacional de Cinema de Mar del Plata el novembre de 1997. Es va estrenar a l'Argentina el 4 de juny de 1998. Als Estats Units es va projectar al Miami Hispanic Film Festival el 24 d'abril de 1999.
La pel·lícula es va mostrar en diversos festivals de cinema, entre ells: el Festival de Cinema Llatinoamericà de Biarritz, França; el Festival de Cinema de Gramado, Gramado, Brasil; i altres

## Premis i nominacions
- 1997, Festival Internacional de Cinema de Mar del Plata, premi al millor film iberoamericà.[2]
- 1998, Festival de Cinema Llatinoamericà de Biarritz, premi del públic.[3]
- 1999, Premis Cóndor de Plata de l'Associació Argentina de Crítics de Cinema, millor actriu de repartiment (Olga Zubarry).
- 1999, V Mostra de Cinema Llatinoamericà de Lleida, premi ICCI.[4]